# Romeo and Juliet: A Love Song
Pour les articles homonymes, voir Roméo et Juliette (homonymie).
Pour plus de détails, voir Fiche technique et Distribution.
Romeo and Juliet: A Love Song est un film néo-zélandais réalisé par Tim van Dammen en 2013.

## Synopsis
Au cœur d'un été brûlant, les tensions s'intensifient au sein de la communauté des gens du voyage de Vérone. Les familles Montague et Capulet multiplient les provocations et les bravades.
Durant une soirée arrosée, Juliette Capulet est présentée à Paris. Pourtant, lorsqu'elle croise le regard de Roméo Montague, c'est à lui que l'adolescente va se donner corps et âme.
Entre Roméo et Juliette, l'attirance est immédiate, mutuelle, violente. Mais en voulant vivre pleinement leur passion, les deux jeunes gens se heurtent à la haine de la communauté...

## Fiche technique
- Titre : Romeo and Juliet: A Love Song
- Réalisation : Tim van Dammen
- Scénario : Michael O'Neill d'après Roméo et Juliette de William Shakespeare
- Musique : Michael O'Neill, Peter van der Fluit
- Photographie : Tim Flower
- Montage : Jonno Woodford-Robinson
- Direction artistique : Hayley Williams
- Costumes : Morgan Albrecht
- Maquilleuses : Katie Moore et ses assistantes Ashleigh McDonnell et Tanya Barlow
- Production : Jamie Selkirk, Peter van der Fluit, Alastair Carruthers, Tim van Dammen
- Société de production : Factory Fiction
- Société de distribution : Rialto Distribution, Recidive
- Budget : 1 500 000 US$
- Pays d'origine :  Nouvelle-Zélande
- Langue originale : anglais
- Genre : comédie musicale, opéra rock, drame, romance
- Durée : 97 minutes
- Dates de sortie :
  - Nouvelle-Zélande : 1er janvier 2013
  - France : 5 février 2022 en VOD (Canal +)

## Distribution[1]
| - Christopher Landon : Roméo Montague - Derya Parlak : Juliette Capulet - Sarah Houbolt : Lawrence, une clocharde - Dan Veint : Tybalt Capulet - Anton Tennett : Benvolio Montague - Ricky McLennan : Mercutio - Todd Emerson : Paris - Dallas Barnett : Montague - Annie Roach : Mme Montague - Johnny Sol : Capulet - Donogh Rees : Mme Capulet - Shirley Barber : la nurse - Cameron Rhodes : le Prince, propriétaire du camping - Sarah Valentine : la femme du Prince - Isaac Westenra : Sampson, un des Capulet - Arlo Gibson : Gregory, un des Capulet - Peter Marshall : Baltazar, un des Montague - Bryn Schofield : Abraham, un des Montague - Leah Wilkinson : la messagère - Tyl Von Randow : John, un clochard ami de Lawrence - Courtney Fallow : Rosaline, la première petite-amie de Roméo - Les filles en bikini (conquêtes de Benvolio) : Alexandra Moulden et Sheridan Scally - Le fan de heavy metal : Steve Mathieson | - Michael Murphy : Roméo Montague - Catherine Holgate : Juliette Capulet - Lapi Mariner : Lawrence, une clocharde - Michael O'Neill : Tybalt Capulet - Bradley Carter : Benvolio Montague - JCK : Benvolio Montague (Rap) - Danny Parker : Mercutio - Stephen Larkins : Paris - Fred Lemalu : Montague - Anthony Pickard : Capulet - Jackie Clarke : Mme Capulet - Ellen Kuiper : la nurse - Stephen Larkins : le Prince, propriétaire du camping - Dave Washington : Sampson, un des Capulet - Sam Martin : Gregory, un des Capulet - Peter Van der Fluit : Abraham, un des Montaigu - Julie Taale : la messagère - David Perillo : John, un clochard ami de Lawrence - Note : Certains rôles étant muets, aucun chanteur n'est crédité pour ces personnages. |

## Autour du film

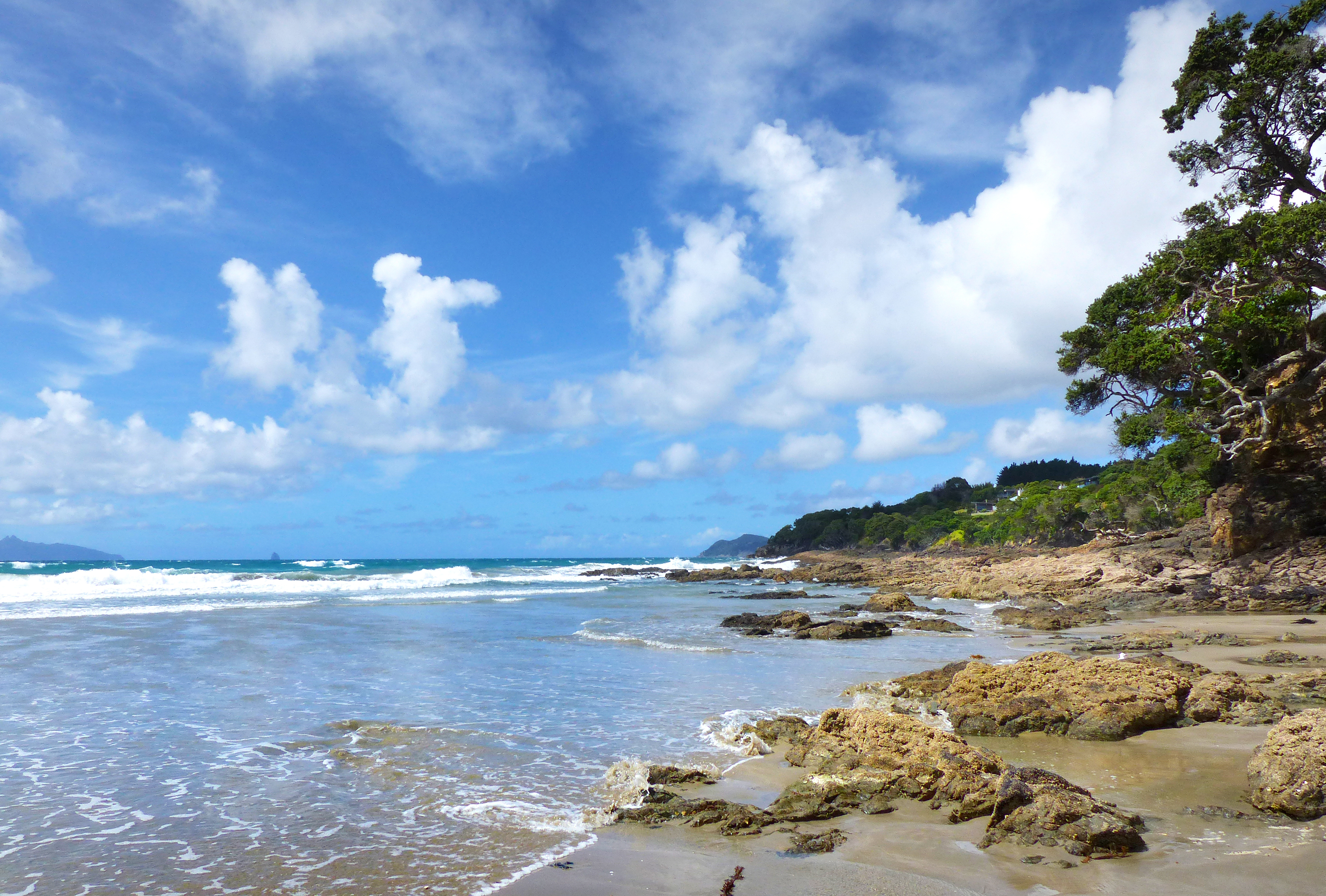
Waipu Cove, lieu de tournage principal.

Romeo and Juliet: A Love Song est l'adaptation musicale de la pièce Roméo et Juliette, œuvre majeure du dramaturge William Shakespeare. Le film propose une transposition contemporaine de l'intrigue : Vérone est ici un parc de maisons mobiles néo-zélandais du XXIème siècle. Le tournage a eu lieu pour l'essentiel à Waipu Cove.
Le long-métrage se présente comme « la première transposition du classique de Shakespeare en comédie musicale, sans autre dialogue que le texte original adapté en chansons ».
Tout comme Cry-Baby, autre film musical atypique, le chant est interprété par des professionnels et non par les acteurs. Tim van Dammen compare d'ailleurs sa démarche artistique à celle de John Waters. Pour le réalisateur, son film est une « sorte d'opéra trash, une espèce de John Waters mis à jour » : devant sa caméra, la belle Vérone devient alors « le terrain de camping le plus merdique que vous ayez jamais vu ».
Le réalisateur concentre le casting sur des visages qu'il juge « intéressants », en s'inspirant des comédiens chers à Sergio Leone. Pour incarner les amants maudits, il choisit en revanche deux mannequins, Derya Parlak et Christopher Landon. Tim van Dammen souligne la prestation de Parlak : « Elle est fascinante à regarder et réussit un rôle complexe qui est difficile, même pour l'actrice la plus chevronnée. Elle vous attire et offre une nouvelle vision d'un personnage ancien et familier. [Elle modernise] Juliette d'une manière unique et la rend un peu plus pétillante et dure à cuire ». Landon partage ce ressenti dès sa rencontre avec Parlak, lors des répétitions : il affirme que sa co-star est « parfaite pour le rôle : elle est belle mais sait surtout capter l'attention des gens autour d'elle ».
Le film est présenté dans divers festivals, notamment le NZ International Film Festival (Nouvelle-Zélande), le National Youth Film Festival (Royaume-Uni) ou le Festival des Antipodes (France).

## Réception critique
Pour Francesca Rudkin du New Zealand Herald, ce Romeo and Juliet est « un film courageux », dédié à ceux qui « apprécient la magie narrative de la musique et ne peuvent pas résister à la théâtralité d'une comédie musicale ». Son collègue Barney McDonald loue le tandem principal, Christopher Landon incarnant « un Roméo charismatique », en accord avec « la vulnérable Juliette » campée par Derya Parlak.
Selon Rebecca Barry Hill (Flicks), si « les puristes pourraient se plaindre que le traitement léger saccage le texte », le long-métrage reste « amusant et prouve que l'histoire de Shakespeare est vraiment intemporelle ». Elle salue en outre son « bon casting de marginaux, sans parler de ses jeunes amants maudits, interprétés de manière convaincante par Derya Parlak et Christopher Landon ».
Lors de sa programmation au Festival des Antipodes, le long-métrage est encensé pour sa modernité : « [Romeo and Juliet: A Love Song] s’adresse à la génération YouTube, habituée au mélange du glamour et du sordide, du comique et du tragique, du beau et du monstrueux, du méprisable et du sublime ».

## Bande originale
En 2010, Peter van der Fluit et Michael McNeill, ex-membres du groupe Screaming Meemee, envoient 38 chansons au réalisateur Tim van Dammen. Ils revendiquent pleinement l'idée d'un album-concept qui « n'est pas une comédie musicale conventionnelle » mais un « opéra mêlant les styles hip hop, rock, pop, ballade et gospel ». Le réalisateur, très intéressé par la proposition, décide alors de nouer une intrigue autour de leurs compositions et s'attelle à une relecture trash du classique shakespearien. De fait, la bande originale a donc été établie bien en amont du tournage.
Si toutes ne figurent pas dans le film, l'ensemble des chansons est disponible sur l'album intégral du long-métrage.

### Chansons présentes dans le film
1. Love Song - Lapi Mariner et les chœurs
2. Dark Clouds - Dave Washington, Sam Martin, Peter Van der Fluit, JCK, Michael O'Neill et les chœurs
3. Pain of Death - Stephen Larkins et les chœurs
4. Say it's Alright Now - Michael Murphy, Bradley Carter
5. Paris Get Her Heart - Anthony Pickard, Stephen Larkins, les chœurs
6. Invite to Party - Julie Taale, Michael Murphy
7. Disposition to be Wed - Jackie Clarke, Ellen Kuiper, Catherine Holgate
8. Queen Mab - Michael Murphy, Danny Parker, Bradley Carter
9. Summer's Day - Stephen Larkins
10. Stay Calm - Michael Murphy, Danny Parker, Michael O'Neill, Anthony Pickard, Jackie Clarke et le casting
11. Give Me My Sin Again - Michael Murphy, Catherine Holgate
12. I Can't Believe It - Michael Murphy, Danny Parker, Ellen Kuiper, Catherine Holgate
13. Where's Romeo - Danny Parker, Bradley Carter
14. It Is My Love - Michael Murphy
15. A Rose - Catherine Holgate
16. Love At First Sight - Michael Murphy, Catherine Holgate
17. Union from Above - Lapi Mariner
18. Death in the Afternoon - JCK, Danny Parker, Michael O'Neill, Michael Murphy
19. Romeo Must Die - Jackie Clarke, Stephen Larkins, Bradley Carter, Fred Lemalu
20. Help Me Now - Michael Murphy, Lapi Mariner, Catherine Holgate et le casting
21. Our Fate is Set - Anthony Pickard, Stephen Larkins
22. Nightingale - Michael Murphy, Catherine Holgate, Jackie Clarke, Ellen Kuiper, Anthony Pickard
23. Matter of Faith - Lapi Mariner, David Perillo
24. Please Be There - Catherine Holgate
25. Juliet Is Dead - Jackie Clarke, Ellen Kuiper, Anthony Pickard, Lapi Mariner, Michael Murphy, Bradley Carter
26. Time and Place - Michael Murphy, Stephen Larkins et le casting
27. Here's To My Love - Michael Murphy
28. Lamentable Kiss - Catherine Holgate, Lapi Mariner
29. Legacy - Stephen Larkins, Fred Lemalu, Anthony Pickard, les chœurs
30. Romeo and Juliet - Lapi Mariner et les chœurs

### Album intégral[11]
| CD1 1. Love Song 2. Dark Clouds 3. Pain of Death 4. So it Seems 5. Say it's Alright Now 6. Paris Get Her Heart 7. Invite to Party 8. Rosaline 9. Disposition to be Wed 10. Queen Mab 11. Summer's Day 12. Stay Calm 13. Give Me My Sin Again 14. I Can't Believe It 15. Where's Romeo 16. It Is My Love 17. A Rose 18. Love At First Sight 19. Union from Above 20. Prince of Cats 21. We Will Be One | CD2 1. Love Song Reprise 2. Death in the Afternoon 3. Romeo Must Die 4. Last Farewell 5. Help Me Now 6. Our Fate is Set 7. Nightingale 8. Matter of Faith 9. Please Be There 10. Juliet Is Dead 11. Apothecary 12. Simply Shelter 13. Time and Place 14. Here's To My Love 15. Lamentable Kiss 16. Legacy 17. Romeo and Juliet |